# ムハンマド・ガッサーン・アル＝ハバシュ
ムハンマド・ガッサーン・アル＝ハバシュ（アラビア語: محمد غسان الحبش Muḥammad Ġassān al-Ḥabaš、英語: Mohamed Ghassan Al Habash）は、シリアの政治家、元駐日大使。
経済貿易副大臣、シリア投資庁長官などを経て、2010年1月4日にバッシャール・アサド大統領より駐日大使に任命され、同年2月19日に皇居で信任状を捧呈して正式に着任する。しかし、駐日大使として在任中の2011年1月に始まったシリアの騒乱において、多数の民間人に紛れ込んで武装蜂起による政権転覆を企てる反体制派組織に対してシリア政府が武力による鎮圧を実行したことにより、日本とシリアの関係が急速に冷却化する。
2011年4月13日、日本の松本剛明外務大臣は、多数の死傷者が発生しているのはデモ隊と治安当局との衝突に因るものであるとの認識を示した上で「我が国は，すべての関係者に対して，暴力の使用を控えるよう呼びかけます。」と穏健な政策への移行を勧告する談話を発表した。翌月の5月11日には「治安当局による暴力によって多数の死傷者が発生していることは極めて遺憾です。」と重ねてシリアに暴力の即時停止を要求する外務大臣談話を発表し、同年8月19日には松本外務大臣がアル＝ハバシュ大使を外務省に呼び付けて「アサド大統領はすでに国際社会の信頼を失っており，もはや正統に国を統治することはできず，道を譲るべきものと考える。」と宣言するなど、武力鎮圧を継続するシリア政府の姿勢に日本政府は相次いで非難を表明した。
遂に2012年6月6日、日本はアル＝ハバシュ大使をペルソナ・ノン・グラータに認定し、日本に駐在する外交官としての資格を剥奪した。その後10年以上にわたって日本政府はシリアの駐日大使候補者にアグレマンを出していないため、アル＝ハバシュ大使が歴代最後の駐日シリア大使となっている。